# 落シ刑事 〜刑事さん、私がやりました〜
『落シ刑事 〜刑事さん、私がやりました〜』（おとシデカ けいじさん、わたしがやりました）は、サクセスから2008年9月18日に発売されたニンテンドーDS用ソフト。

## 制作スタッフ
- 企画原案：斉藤マサル
- シナリオ：早川正、四井浩一、渋谷ふじこ
- システム設定：四井浩一
- メインテーマ曲：西平彰